# Therapeutic Touch
Therapeutic Touch (TT) (englisch für Therapeutische Berührung) ist eine pseudowissenschaftliche alternativmedizinische Behandlungsmethode, eine Variante des Handauflegens. Sie basiert auf der im Bereich der Esoterik verbreiteten These, dass der Mensch ein eigenes „Energiefeld“ (auch Prana, Aura, Qi usw. genannt) habe, das mit den – vermuteten – Energiefeldern seiner Umwelt ständig in Kontakt stehe.
Therapeutic Touch ist eine häufig wissenschaftlich untersuchte alternative Behandlungsmethode. Eine Wirksamkeit konnte bei diesen Untersuchungen nicht festgestellt werden. TT-Behandler konnten ihre angebliche, für die Behandlung grundlegende Fähigkeit, das Energiefeld eines Menschen wahrzunehmen, unter kontrollierten Bedingungen nicht demonstrieren.

## Verfahren
Ziel ist nach Ansicht der Anwender, das menschliche Energiefeld, das sich im Körper bilde und über die Körpergrenzen hinaus erstrecke, mit den Händen zu erspüren und zu harmonisieren. Dadurch soll die Berührung eine zusätzliche „Dimension“ erhalten, die bewusste „Energielenkung“.

## Geschichte
Therapeutic Touch wurde 1972 von den beiden Theosophen Dolores Krieger (Theosophische Gesellschaft Adyar), Dozentin für Pflegewissenschaft an der New York University, in Zusammenarbeit mit Dora van Gelder Kunz (1904–1999), Präsidentin der amerikanischen Sektion der Adyar-TG, veröffentlicht. Die Arbeit der New Yorker Pflegewissenschaftlerin Martha Rogers (1914–1994), in der sie davon ausging, dass der Mensch ein offenes System ist, das über elektromagnetische Wellen ständig im Austausch mit der Umwelt stehe, bildete eine der Grundlagen für die Entwicklung von TT.
Aufgrund einer Veröffentlichung im renommierten American Journal of Nursing und durch intensive Lobbyarbeit ihrer Befürworter verbreitete sich die Methode. In den USA wurden etwa 100.000 Menschen, darunter 50.000 Krankenschwestern, in TT ausgebildet. Mehr als 100 Colleges und Universitäten boten Kurse an. Die North American Nursing Diagnosis Association hat 1995 die Diagnose Energy Field Disturbance (Störung des Energiefeldes) mit TT als primärer Intervention in ihren Katalog aufgenommen.

## Wissenschaftliche Beurteilung
Einige sorgfältige Literaturübersichten kamen zu dem Ergebnis, dass etliche der einschlägigen Studien methodische Mängel aufweisen. Nach den Kriterien der evidenzbasierten Medizin ist die postulierte Wirksamkeit der „Therapeutic Touch“ Therapie nicht belegt.
1998 veröffentlichte die damals 11-jährige Schülerin Emily Rosa als damals jüngste Autorin eines bedeutenden wissenschaftlichen Journals einen Artikel in dem Peer-Review-erfordernden Journal of the American Medical Association (JAMA) über ein Experiment, das sie bereits zwei Jahre zuvor, also mit 9 Jahren, durchgeführt hatte. Diese Studie zeigte, dass 21 TT-Behandler nicht in der Lage waren, das „Energiefeld“ der Hand der Experimentatorin wahrzunehmen, wenn sie deren Hand nicht sehen konnten. Emily und die TT-Behandler waren in der Versuchsanordnung durch einen Sichtschutz aus Pappe voneinander getrennt. In diesem Sichtschutz befanden sich zwei Löcher, durch die der TT-Behandler seine Hände steckte. Auf der anderen Seite hielt Emily ihre Hand entweder über die linke oder über die rechte Hand des Probanden ohne sie zu berühren. Die Reihenfolge, in der dies geschah, wurde durch das Werfen einer Münze zufällig festgelegt. Die TT-Behandler hatten nun die Aufgabe zu demonstrieren, dass sie das Energiefeld des Mädchens spürten, indem sie angaben, über welche ihrer Hände Emily gerade ihre Hand hielt. Die 21 TT-Behandler kamen auf eine Trefferquote von 44 %, während zufälliges Raten bei diesem Versuchsaufbau eine durchschnittliche Trefferquote von 50 % ergibt. Nach Protesten von Therapeutic-Touch-Anhängern wurde der Versuch zwei Jahre später noch einmal wiederholt. Dieses Mal kamen die TT-Behandler auf eine Trefferquote von 41 %.

## International Therapeutic Touch Association
Die International Therapeutic Touch Association (ITTA) mit Sitz in Utrecht (Niederlande) erarbeitet Richtlinien für die Ausbildung, Curricula und Qualitätsstandards im Bereich Therapeutic Touch. Als Mindestvoraussetzung für die Ausübung der Tätigkeit fordert sie eine Ausbildung aus 48 Unterrichtsstunden Theorie und 20 Unterrichtsstunden zu Fallbeispielen. Die Vereinigung verfolgt das Ziel der Eingliederung von Therapeutic Touch in die europäischen Gesundheitssysteme und ist ein Zusammenschluss von TT-Organisationen in Deutschland, den Niederlanden, Belgien, Luxemburg, Österreich und skandinavischen Ländern sowie Südafrika.

## Einzelbelege
1. ↑  international.theoservice.org
2. ↑  theosophical.org
3. ↑  Patricia Winstead-Fry, Jean Kijek: An Integrative Review and Meta-Analysis of Therapeutic Touch Research. In: Alternative Therapies in Health and Medicine. 5 (6), 1999, S. 58–66.
4. ↑  J. A. Astin, E. Harkness, E. Ernst: The efficacy of ‘distant healing’: a systematic review of randomized trials. In: Annals of Intern. Medicine. 132, 2000, S. 903–910.
5. ↑  Linda Rosa, Emily Rosa, Larry Sarner, Stephen Barrett: A Close Look at Therapeutic Touch. In: Journal of the American Medical Association. 279, April 1998, S. 1005–1010. (Volltext)